# Йоделішкі
Йоделішкі (пол. Jodeliszki) — село в Польщі, у гміні Сейни Сейненського повіту Підляського воєводства.
Населення — 36 осіб (2011).
У 1975—1998 роках село належало до Сувальського воєводства.

## Демографія
Демографічна структура станом на 31 березня 2011 року:
|          | Загалом | Допрацездатний вік | Працездатний вік | Постпрацездатний вік |
| -------- | ------- | ------------------ | ---------------- | -------------------- |
| Чоловіки | 14      | 3                  | 11               | 0                    |
| Жінки    | 22      | 7                  | 11               | 4                    |
| Разом    | 36      | 10                 | 22               | 4                    |